# ألف (رواية)
(بالبرتغالية:O Aleph) هي رواية رمزية من تأليف الروائي البرازيلي باولو كويلو نشرت سنة 2011.

## معنى العنوان
الألف هو الحرف الأول في اللغات السامية العربية والعبرية وكان قصد المؤلف من هذا العنوان الغريب هو أن يقول بأنه يعشق الشرق وسحره وكان قد أهداها إلى العرب والشرقيين وفي مقدمتها ذكر قصة اللص أو الحرامي العربي وكيف كان يندم عن سرقاته وأفعاله

## ملخص الرواية

غلاف النسخة الانجليزية

تحكي عن قصة صوفية رائعة تغوص في عمق النفس البشريّة حتى الآن يعود باولو كويلو برحلة رائعة لمزيد من اكتشاف الذات. في الوقت الذي يسعى فيه إلى طريق للتجدد والنمو الروحي، يقرر أن يبدأ مجدداً: ليسافر، ليختبر، و ليعاود التواصل مع الناس والطبيعة. ينطلق إلى أفريقيا، ثم إلى أوروبا وآسيا عبر السكك الحديدية العابرة لسيبيريا، بادياً رحلة لإحياء طاقته وعاطفته؛ ومع ذلك، لم يتوقع قط أن يلتقي عازفة الكمان الشابّة الموهوبة هلال. وهي امرأة أحبّها باولو منذ خمسمئة سنة قبل الآن، وهي المرأة التي خانها في عمل جبانٍ منعه منذ ذلك الوقت إلى الآن من العثور على السعادة الحقيقية في هذه الحياة. سيبدآن معًا رحلة صوفية عبر الزمن والأمكنة، ويسافران في طريق يُعلّم المحبة والمغفرة والشجاعة، للتغلب على تحديات الحياة التي لا مفرّ منها. في هذه الرواية سعيٌ إلى الحكمة، وإدراكٌ للواقعَيْن المرئي واللامرئي، الصراع الداخلي الطويل، الواقع السحري المؤقت، الشك بجانبيه السلبي والإيجابي، السعادة من منظور آخر.

## الترجمة
ترجمت إلى أكثر من 60 لغة منها اللغة العربية وأثارت الكثير من الجدل و تلقفها الأدباء بكثير من الترحيب

## وصلات خارجية
- آراء القراء على موقع أبجد حول رواية ألف
- صفحة رواية ألف على موقع جود ريدز